# Lijst van voetbalinterlands Duitsland - Roemenië
Deze lijst van voetbalinterlands is een overzicht van alle officiële voetbalwedstrijden tussen de nationale teams van de (West-)Duitsland en Roemenië. De landen speelden tot op heden vijftien keer tegen elkaar. De eerste ontmoeting, een vriendschappelijke wedstrijd, werd gespeeld  in Erfurt op 25 augustus 1935. Het laatste duel, een kwalificatiewedstrijd voor het Wereldkampioenschap voetbal 2022, vond plaats op 8 oktober 2021 in Hamburg.

## Wedstrijden
| №  | Plaats            | Datum             | Competitie           | Wedstrijd                 | Uitslag |
| -- | ----------------- | ----------------- | -------------------- | ------------------------- | ------- |
| 1  | Erfurt            | 25 augustus 1935  | Vriendschappelijk    | Duitsland – Roemenië      | 4 – 2   |
| 2  | Boekarest         | 25 september 1938 | Vriendschappelijk    | Roemenië – Duitsland      | 1 – 4   |
| 3  | Frankfurt am Main | 14 juli 1940      | Vriendschappelijk    | Duitsland – Roemenië      | 9 – 3   |
| 4  | Boekarest         | 1 juni 1941       | Vriendschappelijk    | Roemenië – Duitsland      | 1 – 4   |
| 5  | Beuthen           | 16 augustus 1942  | Vriendschappelijk    | Duitsland – Roemenië      | 7 – 0   |
| 6  | Ludwigshafen      | 1 juni 1966       | Vriendschappelijk    | West-Duitsland – Roemenië | 1 – 0   |
| 7  | Boekarest         | 22 november 1967  | Vriendschappelijk    | Roemenië – West-Duitsland | 1 – 0   |
| 8  | Stuttgart         | 8 april 1970      | Vriendschappelijk    | West-Duitsland – Roemenië | 1 – 1   |
| 9  | Lens              | 17 juni 1984      | EK 1984              | West-Duitsland – Roemenië | 2 – 1   |
| 10 | Attard            | 5 september 1998  | Vriendschappelijk    | Duitsland – Roemenië      | 1 – 1   |
| 11 | Luik              | 12 juni 2000      | EK 2000              | Duitsland – Roemenië      | 1 – 1   |
| 12 | Boekarest         | 28 april 2004     | Vriendschappelijk    | Roemenië – Duitsland      | 5 – 1   |
| 13 | Keulen            | 12 september 2007 | Vriendschappelijk    | Duitsland – Roemenië      | 3 – 1   |
| 14 | Boekarest         | 28 maart 2021     | WK 2022 kwalificatie | Roemenië − Duitsland      | 0 – 1   |
| 15 | Hamburg           | 8 oktober 2021    | WK 2022 kwalificatie | Duitsland − Roemenië      | 2 − 1   |

## Samenvatting
| Competitie        | Totaal gespeeld | Winst Duitsland | Gelijk | Winst Roemenië | Doelsaldo Duitsland – Roemenië |
| ----------------- | --------------- | --------------- | ------ | -------------- | ------------------------------ |
| WK-kwalificatie   | 2               | 2               | 0      | 0              | 3 − 1                          |
| EK-eindronde      | 2               | 1               | 1      | 0              | 3 − 2                          |
| Vriendschappelijk | 11              | 7               | 2      | 2              | 35 − 16                        |
| Totaal            | 15              | 10              | 3      | 2              | 41 − 19                        |

Wedstrijden bepaald door strafschoppen worden, in lijn met de FIFA, als een gelijkspel gerekend.

## Details

### Elfde ontmoeting
| EK 2000 (Luik, België, 12 juni 2000): |              | |
| Duitsland | 1 – 1        | Roemenië |
| Mehmet Scholl 28' | goals        | 5' Viorel Moldovan |
| Erich Ribbeck | bondscoach   | Emerich Jenei |
| Oliver Kahn Thomas Linke 46' Lothar Matthäus 77' Jens Nowotny Markus Babbel Jens Jeremies Christian Ziege Thomas Häßler 73' Mehmet Scholl Paolo Rink Oliver Bierhoff | opstellingen | Bogdan Stelea Liviu Ciobotariu Gheorghe Popescu Iulian Filipescu 69' Dan Petrescu Constantin Galca Dorinel Munteanu Cristian Chivu 73' Gheorghe Hagi 85' Viorel Moldovan Adrian Ilie |
| Marco Rehmer 46' Dietmar Hamann 73' Sebastian Deisler 77' | wissels      | 69' Cosmin Contra 73' Adrian Mutu 85' Ioan Lupescu |
| | gele kaarten | 41' Adrian Ilie 41' Gheorghe Hagi |